# Gongogi
Gongogi es un municipio brasileño del estado de Bahía. Su población estimada en 2004 era de 11.328 habitantes.